# Martin Malutin
Martin Władimirowicz Malutin (ros. Мартин Владимирович Малютин; ur. 5 lipca 1999 w Omsku) – rosyjski pływak specjalizujący się w stylu dowolnym, wicemistrz świata i trzykrotny mistrz Europy.

## Kariera
W sierpniu 2018 roku podczas mistrzostw Europy w Glasgow zdobył srebro w sztafecie męskiej 4 × 200 m stylem dowolnym. Malutin płynął także w eliminacjach sztafet mieszanych 4 × 200 m stylem dowolnym i otrzymał srebrny medal, kiedy Rosjanie w finale zajęli drugie miejsce.
Cztery miesiące później, na mistrzostwach świata na krótkim basenie w Hangzhou był drugi w sztafecie 4 × 200 m stylem dowolnym. Rosjanie z czasem 6:46,81 min ustanowili nowy rekord Europy
W 2019 roku podczas mistrzostw świata w Gwangju zdobył srebro w sztafecie 4 × 200 m stylem dowolnym. W konkurencji 200 m stylem dowolnym uzyskał czas 1:45,63 i początkowo zajął czwarte miejsce ex aequo z Brytyjczykiem Duncanem Scottem. Ostatecznie obu pływakom przyznano brązowe medale, kiedy zwycięzca wyścigu, Litwin Danas Rapšys został zdyskwalifikowany za falstart. Na dystansie 400 m stylem dowolnym Malutin zajął 11. miejsce z czasem 3:47,43.
Na mistrzostwach Europy w Budapeszcie w 2021 roku zdobył trzy złote medale, na 200 i 400 m stylem dowolnym oraz w sztafecie 4 × 200 m stylem dowolnym. W konkurencji 200 m stylem dowolnym czasem 1:44,79 ustanowił nowy rekord mistrzostw. Na dwukrotnie dłuższym dystansie uzyskał czas 3:44,18.